# Спаська Лідія Іванівна
Лідія Іванівна Спаська (нар. 5 квітня 1910, м. Умань, — пом. 15 серпня 2000 — українська художниця у жанрах історичного живопису, портрету, майстриня церковного розпису.

## Біографія
Лідія Іванівна Спаська народилась в день святої Лідії 5 квітня 1910 р. в м. Умань у родині Івана Лук’яновича та Євдокії Лисяних. Дитячі роки пройшли у маєтку батьків у с. Гавчиці (нині Муравище), неподалік Ківерців Луцького повіту. Батько був поміщиком, який сам також працював на землі і запам’ятався добрим ставленням до людей. Мама – Євдокія Лисяна (уроджена Бабенко) походила з давнього роду запорозьких козаків. У родині Івана та Євдокії Лисяних було восьмеро дітей, троє з них померли в дитинстві від отруєння грибами, залишились Борис, Миколай, Данило, Марія та Лідія. У восьмирічному віці Лідія розпочала навчання в Луцькій жіночій гімназії, де зробила перші кроки в малюванні. Після закінчення гімназії два роки навчалася у Варшаві, в приватній школі імені Крижановського.
У 1931 р. після смерті матері отримала невелику спадщину, переїхала в Париж, де протягом чотирьох років навчалася в приватній Академії малярства і скульптури Рудольфа Жульєна. Тут познайомилася з майбутнім нареченим - студентом Свято-Сергіївського Православного Богословського Інституту  Василем Спаським.
У 1935 р. разом В. Спаським повернулася на Волинь, де вийшла заміж та оселилася в батьківському маєтку.  У 1936 році народився перший син Микита. Влітку 1943 р. переїжджає до Луцька, згодом пішки переходить до м. Дубно, де народжує другого сина.
У 1947 р. на запрошення брата переїжджає до м. Острог, з яким пов'язане все її подальше життя.
Померла 15 серпня 2000 року, похована в с. Муравище на Волині.

## Творчість
На замовлення Острозького музею робить копії з картин відомих художників України – Їжакевича, Касіяна. У 1952 році на замовлення музею пише картину “Повстання в селі Новомалин. 1905 рік”, яка отримала визнання,  експонувалась на виставках у Рівному, Києві, була удостоєна Грамоти Української республіканської ради профспілок. Згодом створює композиції на історичні теми: «Битва з татарами під Острогом 1578 року», «Северин Наливайко в Острозі», «Повстання острозьких міщан проти Анни-Алоїзи Ходкевич 1636 року», «В’їзд Богдана Хмельницького до Острога 1648 року», «Думи Шевченка» та ін., які є доповненням музейних експозицій Острога.
З середини 1950-х рр. починає писати ікони та розписувати церкви. На запрошення о. Сергія Кульчицького відвідала с. Дермань, для місцевої церкви створила картину «Голгофа» та ікону Петра і Павла. Розписувала церкви в Архангельську, Мурманську, Великому Устюзі. Створила полотна «В’їзд Господній в Ієрусалим» та «Нагорна проповідь Ісуса Христа» у Свято-Троїцькому соборі в Луцьку. Здійснювала розпис храму Святого Феодосія Чернігівського в Чернігові.
Писала картини в жанрі портрета (олією, гуашшю, аквареллю, пастеллю). Створила образи селянки Марти Степанюк, Северина Наливайка, професора-архітектора Володимира Леонтовича.
У віці 88 років в 1998 р. брала участь у всеукраїнському конкурсі на кращий портрет Єлизавети (Гальшки) Острозької, фундаторки Острозької слов'яно-греко-латинської академії, де здобула перше місце.
Створила загалом понад тисячу художніх творів: більше 200 храмових ікон, понад 100 ікон для приватних осіб, сотні портретів, пейзажів, натюрмортів, картин на історичні теми.